# Haendler & Natermann
Haendler & Natermann ist ein Verpackungshersteller in Hann. Münden, Niedersachsen. Zusammen mit dem 2010 in Betrieb genommenen Zweitstandort in Heiligenstadt, Thüringen, gehört das Unternehmen seit 2017 zur Multi-Color Corporation aus Cincinnati, Ohio, USA.

## Beschreibung
Das Unternehmen produziert und liefert in mehr als 120 Länder Aluminium- und Papieretiketten hauptsächlich für die Getränkeindustrie. In einer werkseigenen Forschungsabteilung werden im Kundenauftrag umweltfreundliche und innovative Herstellungsmethoden entwickelt. 2012 erwirtschaftete das Unternehmen einen Jahresumsatz von 280 Mio. EUR.
Das Unternehmen wurde vom international agierenden Verpackungsherstellers Constantia Flexibles, einem Konzern der Wendel Group, gemeinsam mit 12 weiteren Produktionsstätten zur Division Labels der Constantia zusammengeführt. Die Division Labels wurde von Wendel am 1. November 2017 mehrheitlich an die Multi-Color Corporation verkauft. Nur ein Anteil von 16,6 % ist bei Wendel (Constantia Flexibles) verblieben.

## Geschichte

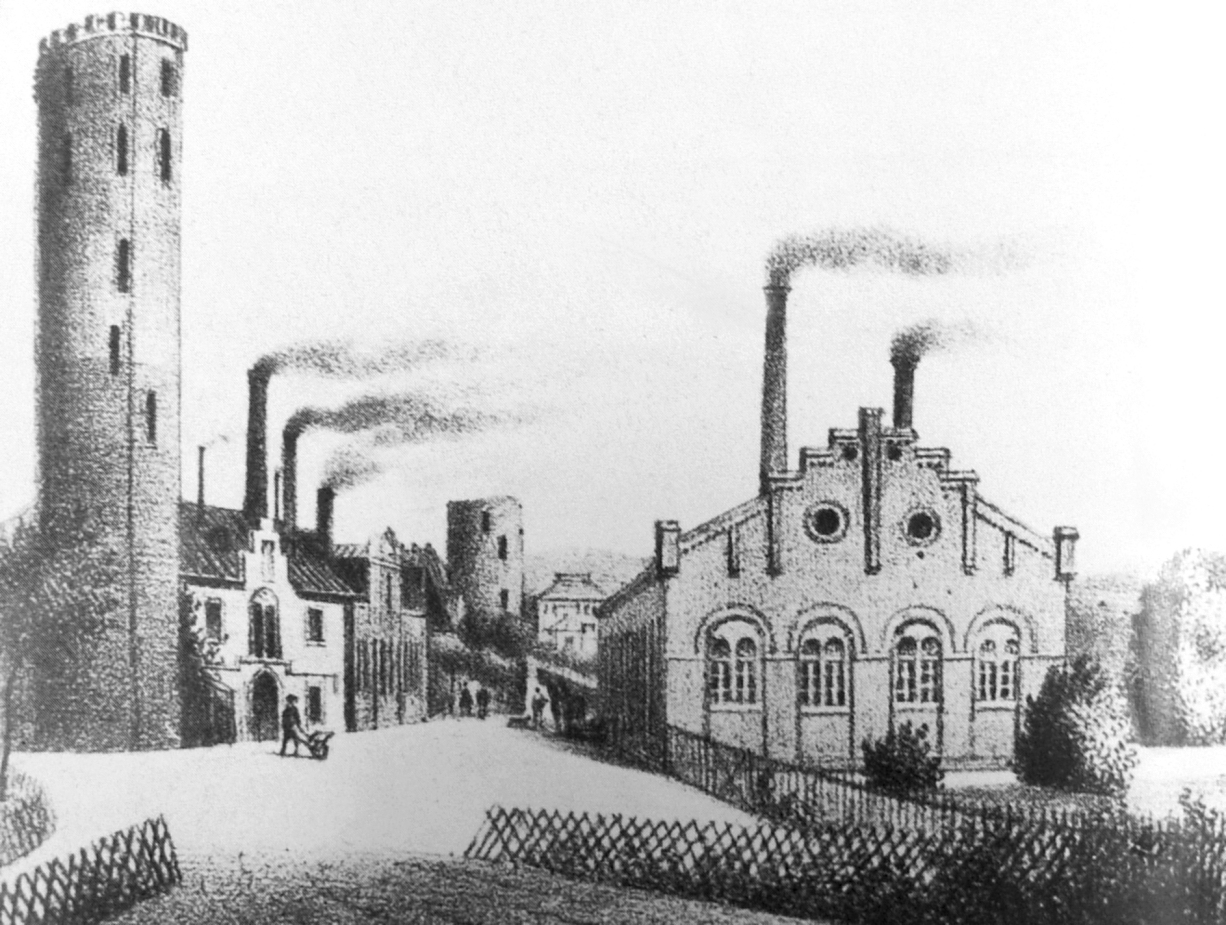
Unternehmensgebäude und Fährenpfortenturm, um 1850

Das Unternehmen ging aus dem seit 1788 in Münden bestehenden Handelsunternehmen von Johann Georg Haendler hervor, in das 1825 sein aus Zellerfeld stammender Schwager Friedrich August Natermann eintrat. Ursprünglich wurden Fernhandelsgüter, wie Kaffee, Zucker und Tee, sowie Bergbauprodukte, wie Metalle aus dem Harz, vertrieben. Natermann begann bei seinem Firmeneintritt mit der Produktion von Folien aus Blei- und Zinn, die zum Verpacken von Schnupftabak dienten.
Carl Georg August Natermann als Sohn des Mitgründers erwarb 1848 den 24,5 Meter hohen Fährenpfortenturm als mittelalterlicher Stadtmauerturm, um ihn nach einer Erhöhung um 11,3 Meter als Schrotturm zu nutzen. Zur Herstellung von Schrotkugeln wurde im obersten Stockwerk eine Gießstube eingerichtet, von der aus flüssiges, heißes Blei durch ein Sieb gegossen wurde und im Fall aus großer Höhe runde (Schrot-)Kugeln bildete. Die auch Hagelturm genannte Produktionsstätte ist heute ein Arbeitsmuseum. Ab 1849 wurden Kugeln für Jagdzwecke produziert. Weitere Zweige waren eine Bleiröhrengießerei und ein Walzwerk. Bereits 1888 beschreibt die Mündenschen Nachrichten als Lokalzeitung das Unternehmen als das bedeutendste im Ort. Später entwickelte sich Haendler & Natermann kontinuierlich zum Verpackungsspezialisten.
Im Jahre 1970 wurde das Familienunternehmen an die Frankfurter Metallgesellschaft AG verkauft.
Die langjährige Produktion von Jagd- und Sportmunition (H&N-Diabolo Luftgewehrkugeln) wurde 1991 vom Unternehmen getrennt und in die eigenständige H&N Sport GmbH mit 42 Mitarbeitern ausgegliedert. Im Januar 2008 wurde sie an einen bayerischen Unternehmer verkauft.
Seit 2009 gehörte das Unternehmen im Rahmen der Constantia Flexibles zur OEP (One Equity Partners), von 2014 bis Oktober 2017 war die Wendel Group Haupteigentümer, seit 1. November 2017 ist die Multi-Color Corporation der Haupteigentümer.

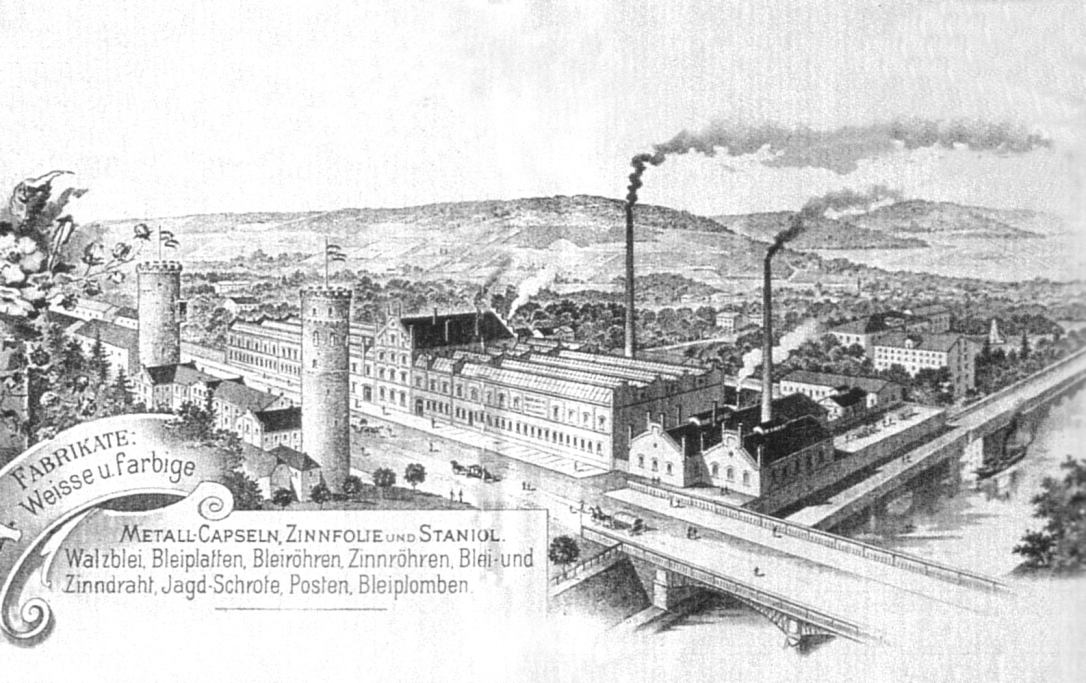
Darstellung des Unternehmens auf einem Briefkopf, 1897
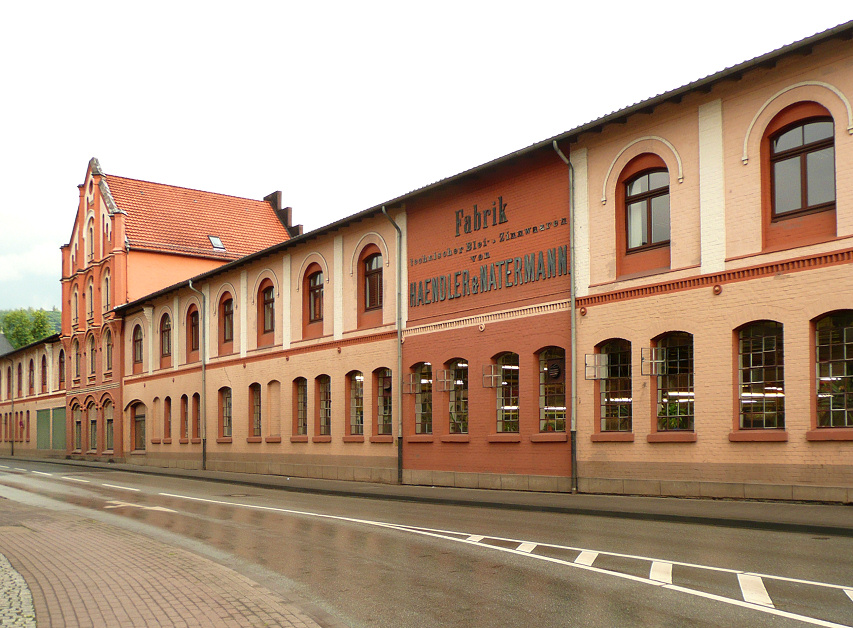
Historisches Betriebsgebäude in Hann. Münden
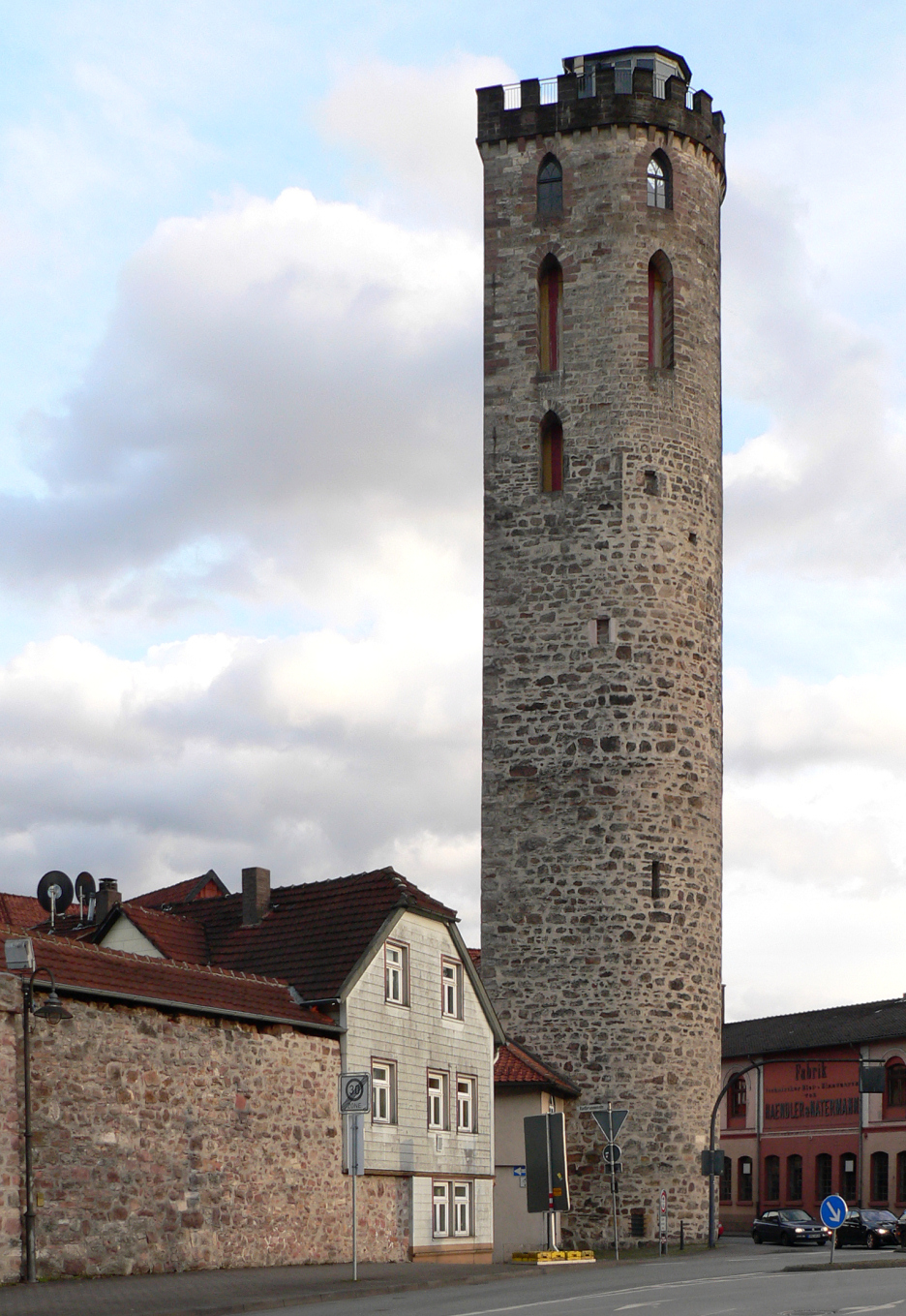
Fährenpfortenturm, auch Hagelturm genannt
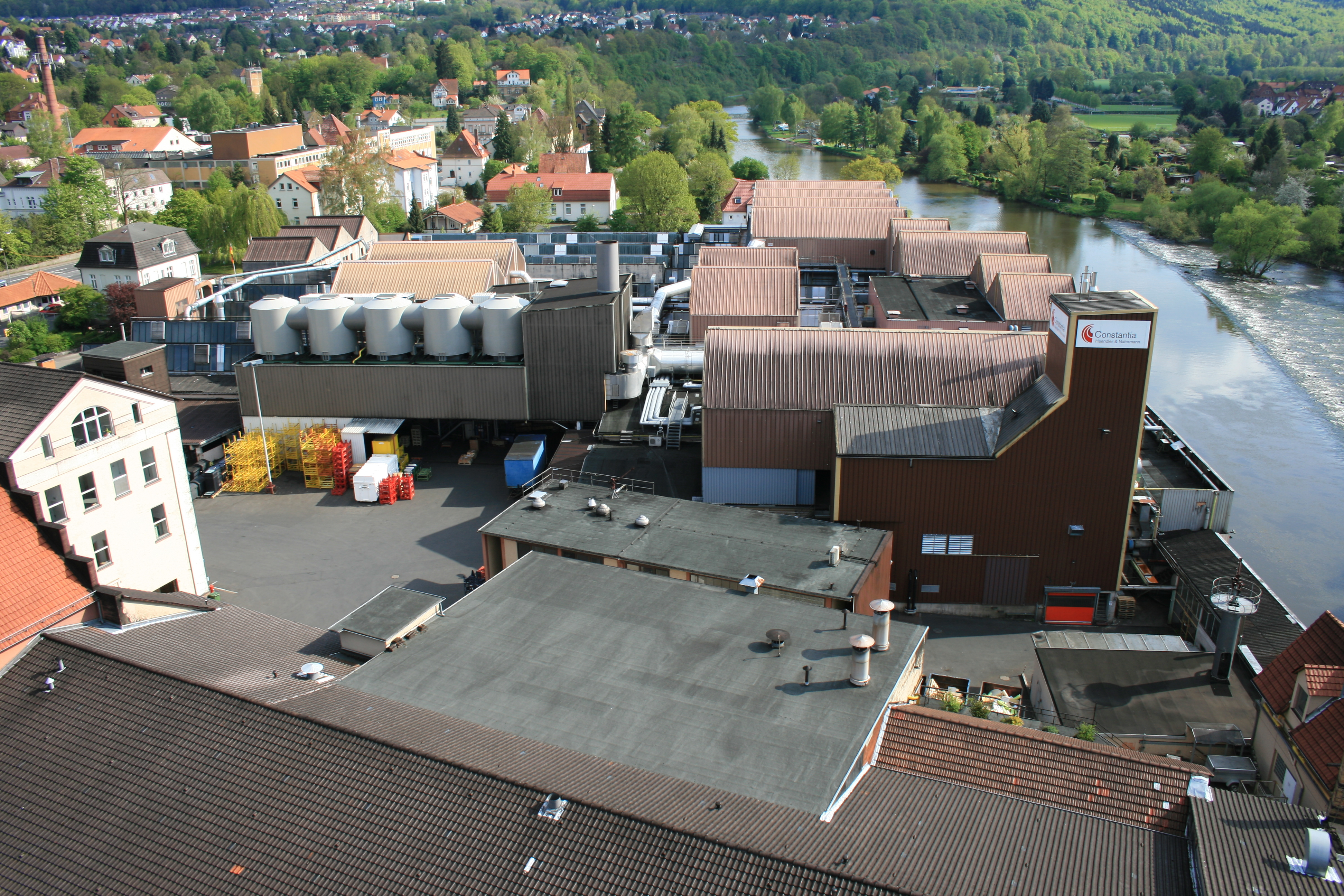
Blick auf das Betriebsgelände des Stammwerks an der Fulda in Hann. Münden